# Aphanistes kankonis
Aphanistes kankonis là một loài tò vò trong họ Ichneumonidae.